# سازمان آزادی‌بخش فلسطین
سازمان آزادی‌بخش فلسطین به‌اختصار ساف (به عربی: مُنَظَّمَة التحریر الفلَسطینیة) یک کنفدراسیون ملی‌گرا از احزاب فلسطینی است که در سطح بین‌المللی به عنوان نمایندهٔ رسمی مردم فلسطین شناخته می‌شود. این سازمان که در سال ۱۹۶۴ تأسیس شده، در ابتدا به دنبال ایجاد یک کشور عربی در سراسر سرزمین سابقاً تحت قیمومت بریتانیا بر فلسطین بود و از حذف کشور اسرائیل حمایت می‌کرد. با این حال، ساف در سال ۱۹۹۳ طی معاهدهٔ اول اسلو حاکمیت اسرائیل را به رسمیت شناخت و اکنون تنها به دنبال ایجاد یک کشور عربی در سرزمین‌های فلسطینی (کرانهٔ باختری و نوار غزه) است که از زمان جنگ اعراب و اسرائیل در سال ۱۹۶۷ توسط اسرائیل اشغال نظامی شده است.
دفتر مرکزی سازمان آزادی‌بخش فلسطین در البیره، شهری در کرانه باختری قرار دارد. ساف به عنوان حکومت به‌رسمیت شناخته شدهٔ دولت قانونی فلسطین، از سال ۱۹۷۴ در سازمان ملل متحد از وضعیت ناظر برخوردار است. قبل از توافق‌های اسلو، جناح‌های مبارز سازمان آزادی‌بخش فلسطین چه در داخل اسرائیل و چه در خارج از آن مشغول مبارزه بودند. متعاقباً ایالات متحدهٔ آمریکا ساف را در سال ۱۹۸۷ به عنوان یک گروه تروریستی معرفی کرد، با این وجود معافیت ریاست جمهوری از سال ۱۹۸۸ تماس آمریکا و ساف را امکان‌پذیر کرد. گفتگوهای میانجیگرانه بین دولت اسرائیل و سازمان آزادیبخش فلسطین در سال ۱۹۹۳ (توافق اول اسلو) منجر به این شد که ساف حق اسرائیل برای وجود داشتن صلح‌آمیز را به رسمیت بشناسد و قطعنامهٔ ۲۴۲ شورای امنیت سازمان ملل متحد را بپذیرد، و اسرائیل نیز ساف را به عنوان مرجعی مشروع که نمایندهٔ مردم فلسطین است به رسمیت بشناسد. به‌رغم نامه‌نگاری‌های بین اسرائیل و ساف برای به رسمیت شناختن یکدیگر، که در آن یاسر عرفات رهبر پیشین ساف از مقاومت رسمی علیه اسرائیل صرف نظر کرده‌بود، ساف به فعالیت‌های مبارزاتی خود، به ویژه در طول انتفاضهٔ دوم (۲۰۰۰–۲۰۰۵) ادامه داد. در ۲۹ اکتبر ۲۰۱۸، شورای مرکزی ساف، به‌رسمیت شناختن اسرائیل توسط فلسطینی‌ها را به حالت تعلیق درآورد و متعاقباً تمامی اشکال همکاری امنیتی و اقتصادی با مقامات اسرائیل را تا زمانی که اسرائیل یک کشور فلسطینی را در مرزهای پیش از ۱۹۶۷ به رسمیت نشناسد، متوقف کرد.

## تأسیس
اتحادیه عرب در اولین نشست خود در قاهره در سال ۱۹۶۴ ابتکار تشکیل سازمانی را مطرح کرد که مردم فلسطین را نمایندگی کند. مجلس ملی فلسطین در ۲۸ مه ۱۹۶۴ در بیت‌المقدس تشکیل جلسه داد. پس از پایان جلسه، سازمان آزادی‌بخش فلسطین در ۲ ژوئن ۱۹۶۴ تأسیس شد که اتحاد اعراب و آزادی فلسطین به عنوان «اهداف تکمیلی» آن اعلام شد.

## ایدئولوژی
ایدئولوژی سازمان آزادی‌بخش فلسطین در زمان تأسیس آن در سال ۱۹۶۴ در قالب منشور ملی فلسطین تدوین شد. این منشور در سال ۱۹۶۸ با نسخهٔ دیگری جایگزین شد که به‌صورت جامع اصلاح شده‌بود.
تا سال ۱۹۹۳ گزینهٔ مورد حمایت سازمان آزادی‌بخش فلسطین مبارزهٔ مسلحانه بود. از زمان امضای توافقات اسلو، مذاکره و دیپلماسی به سیاست رسمی این سازمان تبدیل شد.
در آوریل ۱۹۹۶ بسیاری از مواد منشور که با توافقنامهٔ اسلو مغایرت داشتند، به‌طور  کامل یا جزئی لغو شدند.
هسته اصلی ایدئولوژی سازمان آزادی‌بخش فلسطین این باور است که صهیونیست‌ها با دستاویز قرار دادن روابط تاریخی و یهودی با فلسطین، فلسطینی‌ها را به ناحق از فلسطین اخراج کرده و یک کشور یهودی در آن تأسیس کرده‌اند. ساف خواستار بازگشت آوارگان فلسطینی به خانه‌های خود است. این مسئله در منشور ملی بیان شده است:
در مادهٔ ۲ منشور آمده است که «فلسطین بر اساس مرزهایی که در زمان قیمومت بریتانیا داشت، یک واحد سرزمینی تجزیه‌ناپذیر است»، یعنی جایی برای کشور یهودی در آن وجود ندارد. این ماده در سال ۱۹۹۶ برای سازگار شدن با توافقنامهٔ اسلو مورد تعدیل قرار گرفت.
مادهٔ ۲۰ بیان می‌دارد که: «اعلامیهٔ بالفور، قیمومت فلسطین و هر آنچه که این‌ها بر آن استوار شده‌اند، باطل و بی‌اعتبار تلقی می‌شوند. ادعاهای مربوط به پیوندهای تاریخی یا مذهبی یهودیان با فلسطین، با واقعیت‌های تاریخی و تصور حقیقی از آنچه که دولت بودن را به وجود می‌آورد، ناسازگار است. یهودیت یک دین است و یک ملیت مستقل نیست. همچنین یهودیان یک ملت واحد با هویت خاص خود را تشکیل نمی‌دهند؛ آن‌ها شهروندان کشورهایی هستند که به آن تعلق دارند. این ماده در سال ۱۹۹۶ لغو شد.
مادهٔ ۳ مقرر می‌دارد: «مردم عرب فلسطین دارای حق قانونی بر وطن خود هستند و این حق را دارند که پس از دست یافتن به آزادی کشورشان، بر اساس خواسته‌های خود و کاملاً بر اساس میل و اراده‌شان، سرنوشت خود را تعیین کنند».

### سکولاریسم در مقابل پایبندی به اسلام
سازمان آزادی‌بخش فلسطین و جناح مسلط آن یعنی فتح، اغلب با جناح‌های مذهبی‌تر مانند حماس و جهاد اسلامی فلسطین (PIJ) در تضاد هستند. با این وجود همه، جمعیتی عمدتاً مسلمان را نمایندگی می‌کنند. در عمل کل جمعیت این مناطق مسلمان و اکثراً سنی هستند. حدود ۵۰۰۰۰ (حدود ۱٪) از ۴/۶ میلیون فلسطینی در سرزمین‌های اشغالی فلسطین، فلسطینی مسیحی هستند.
در دوران ریاست جمهوری عرفات، تشکیلات خودگردان فلسطین تحت تسلط فتح قانون اساسی اصلاح‌شده‌ای را در سال ۲۰۰۳ تصویب کرد که تصریح می‌کند تنها دین رسمی در فلسطین اسلام و منبع اصلی قانون‌گذاری اصول شریعت اسلامی است. پیش نویس قانون اساسی همین مقررات را شامل می‌شود. پیش‌نویس قانون اساسی توسط کمیته قانون اساسی که توسط عرفات در سال ۱۹۹۹ تأسیس شده و به تأیید و امضای سازمان آزادی‌بخش فلسطین نیز رسیده، تدوین شده است.

## تاریخچه
ساف در مه ۱۹۶۴ میلادی در بیت‌المقدس پس از یک توافق بنیادین کشورهای عربی در اجلاس سران اتحادیه عرب سال قبل، توسط مجلس ملی فلسطین تأسیس شد.
مجلس ملی فلسطین نهاد قانون‌گذاری این سازمان است که هر دو سال یکبار تشکیل جلسه می‌دهد و کمیته اجرایی ۱۸ نفره آن را تعیین می‌کند. محمود عباس رئیس کمیته اجرایی سازمان پس از مرگ یاسر عرفات در سال ۲۰۰۴ تاکنون است.
اتحادیه عرب در ۱۹۷۴ میلادی این سازمان را تنها نهاد مشروع برای نمایندگی مردم فلسطین دانست و به عضویت خود پذیرفت. در نوامبر همین سال ساف به عنوان عضو ناظر سازمان ملل متحد پذیرفته شد. در ژانویه ۱۹۷۶ شورای امنیت سازمان ملل اجازه شرکت نماینده آن را در جلسات شورای امنیت -بدون حق رأی- صادر کرد. حقی که معمولاً فقط مختص اعضای سازمان ملل است.

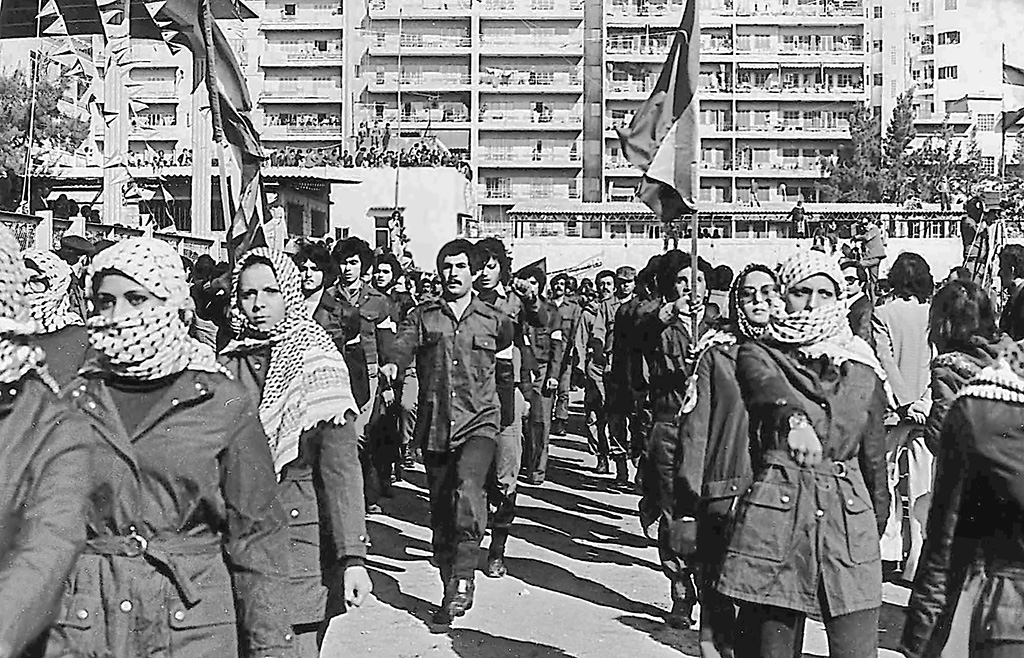
نظامیان عضو سازمان آزادی‌بخش فلسطین در یک راهپیمایی در طول جنگ داخلی لبنان در بیروت، ۱ ژانویه ۱۹۷۹ میلادی.

در سال ۱۹۹۳ تحول مهمی در سیاست‌ها راهبردی این سازمان و روابط آن با اسرائیل ایجاد شد. یاسر عرفات در نامه‌ای رسمی به اسحاق رابین، اسرائیل را به رسمیت شناخت و رابین، نخست‌وزیر اسرائیل، نیز در جواب ساف را به عنوان نماینده مردم فلسطین به رسمیت شناخت.
ساف با بسیاری از کشورهای جهان روابط رسمی دیپلماتیک دارد و سفارتخانه‌ها و نمایندگی‌های این سازمان معمولاً با نام فلسطین شناخته می‌شوند. پس از صدور اعلامیه استقلال فلسطین در سال ۱۹۸۸ نمایندگی این سازمان در سازمان ملل نام خود را از «سازمان آزادی‌بخش فلسطین» به «فلسطین» تغییر داد و در سال ۱۹۹۸ حق شرکت در بحث‌های مجمع عمومی -بدون حق رأی- نیز به آن اعطا شد. در سال ۲۰۱۲ مجمع عمومی سازمان ملل در قطعنامه ۶۷/۱۹ با ۱۳۸ رأی موافق و ۹ رای مخالف (عدم حضور ۴۱ دولت در جلسه) موقعیت فلسطین را از «نهاد ناظر غیرعضو» به عضویت «دولت ناظر غیرعضو» تغییر داد. این موقعیت مشابه موقعیت سریر مقدس در سازمان ملل است. این قطعنامه توسط بسیاری به عنوان شناسایی دوفکتوی فلسطین به عنوان یک کشور از سوی سازمان ملل تعبیر شد.

## تعطیلی دفتر ساف در آمریکا
به دنبال مخالفت سازمان آزادی‌بخش فلسطین با معامله قرن، دولت ترامپ با هدف تحت فشار قرار دادن فلسطینی‌ها دستور داد دفتر نمایندگی این سازمان در واشینگتن بسته شود.
اتحادیه عرب به دنبال بسته شدن نمایندگی ساف در واشینگتن بیانیه‌ای صادر کرد و آن را محکوم و آن را یکی از سیاست‌های ضد فلسطینی آمریکا نامید.